# Phoenix Stadium (Cité Soleil)
Phoenix Stadium – wielofunkcyjny stadion w Cité Soleil, na Haiti. Budowa stadionu rozpoczęła się w 2013 na miejscu Centre de Formation Sportive L'Athletique D'Haiti. Stadion będzie używany głównie dla meczów piłki nożnej oraz zawodów lekkoatletycznych. Może pomieścić 12 000 widzów.